# 石川優
石川 優（いしかわ ゆう、2002年11月17日 - ）は、日本の陸上競技選手である。東京オリンピック陸上日本代表。

## 経歴
相洋高等学校、青山学院大学コミュニティ人間科学部に学ぶ。
2021年5月、第100回関東学生陸上競技対校選手権大会100m、200mで2冠を達成。
2021年6月、日本学生陸上競技個人選手権100mで11秒48の自己新記録をマークし、一気に五輪代表に近づく。
2021年7月2日、東京オリンピック代表内定（女子400mリレー）が発表された。
東京オリンピック女子400mリレーで日本は石川以外の4人で予選に臨み、予選落ちした。石川は五輪代表に選ばれながら、男子のデーデー・ブルーノ同様、大会で走ることができなかった。
強靭な脚力に定評がある。2020年からの新型コロナウイルス感染拡大で競技場での練習ができず、坂を走るトレーニングを重ねて日本代表になったと2021年に青学新聞の取材に答えた。